# Zone astronomiche
Le zone astronomiche sono cinque fasce:

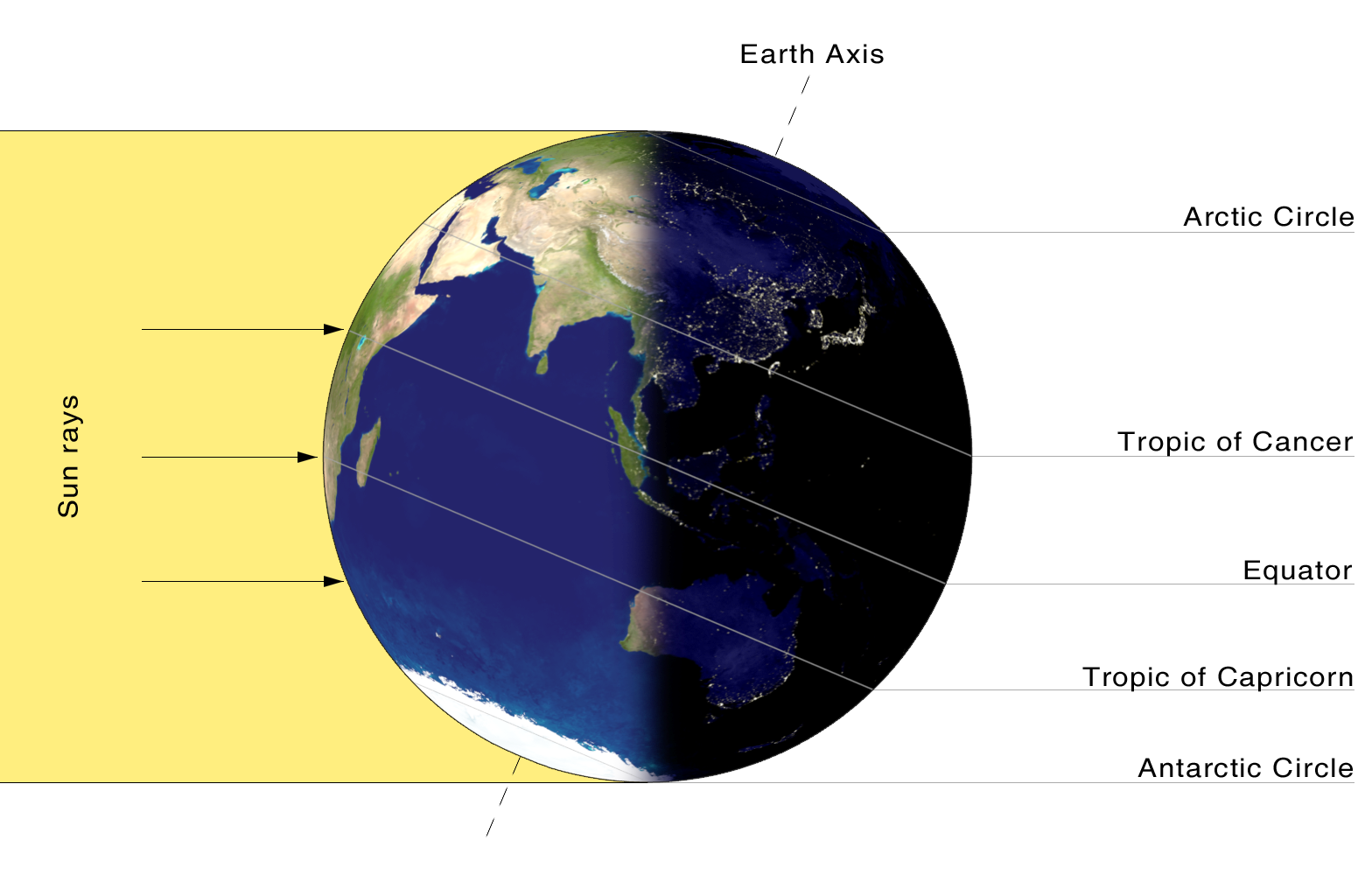
Principali linee della latitudine terrestre

- la più a nord è chiamata Calotta polare artica.
- poi, più a sud, troviamo la Zona temperata boreale
- e poi la Zona torrida.
- Ancora più a sud vi troviamo la zona temperata australe
- e infine, la più a sud, la Calotta polare antartica.

Le zone astronomiche sono date dall'inclinazione dell'asse terrestre di 23°27', e queste divisioni del pianeta sono correlate con i movimenti di rotazione e rivoluzione.
Queste zone coinciderebbero con le zone climatiche, anche se, i mari e le terre essendo diversamente distribuiti con le caratteristiche astronomiche; influenzate anche dalle variazioni delle differenti altitudini, dalla vicinanza degli oceani e dal movimento delle masse d'aria.
I paralleli che delimitano queste zone sono: 
- Il Tropico del Cancro ( 23°27' ) nord

- Il Tropico del Capricorno ( 23° 27' ) sud

- Il Circolo polare artico ( 66° 33' ) nord

- Il Circolo polare antartico ( 66° 33' ) sud

- La Zona torrida o intertropicale, quella che, come dice il suo nome, è compresa fra i due tropici ed è attraversata a metà dall'equatore, con clima caldo ed uniforme in cui i raggi solari colpiscono la Terra perpendicolarmente, ed incidono con angoli che variano da 45° a 90°.

A nord durante il solstizio d'estate il Sole si trova allo zenit il 21 giugno, ed a sud il Sole si trova allo zenit nel solstizio d'inverno il 22 dicembre.
Le prime divisioni della Terra su basi astronomiche e climatiche furono compiute dai greci. Tra i primi, vi fu Anassimandro, che divise il globo terrestre - che Talete, suo maestro, aveva già in precedenza ipotizzato sferico - in sei zone: due fredde, due temperate e due torride. Parmenide riprese questa divisione, riducendo le zone a cinque, come oggi: due fredde, due temperate e una torrida.